# Ансу Фати
Ансумане Фати (порт. Anssumane Fati; Бисао, 31. октобра 2002), познатији као Ансу Фати, фудбалер је из Гвинеје Бисао, који тренутно наступа за Монако, на позајмици из Барселоне.

## Каријера
Ансумане Фати рођен је 31. октобра 2002. у Бисау, главном граду Гвинеје Бисао, али се убрзо након рођења са породицом преселио на периферију Севиље. Његов старији брат, Браим, био је члан академије тамошњег клуба. Ансу му се у млађим категоријама Севиље касније прикључио, а затим су заједно прешли у Барселонину фудбалску школу. Ансу Фати је као шеснаестогодишњак прикључен резервистима Барселоне, а са том екипом тренирао је током такмичарске 2018/19, нашавши се по први пут у протоколу 24. марта 2019. године, на гостовању Еброу.
Услед повреда Луиса Суареза, Лионела Месија и Усмана Дембелеа, Фати је прикључен првом тиму Барселоне пред утакмицу другог кола Прве лиге Шпаније, против екипе Бетиса, уз дозволу родитеља да се нађе у саставу за ту утакмицу.
Крочивши на терен уместо Карлеса Переза, у 78. минуту игре, Фати је 25. августа 2019. године забележио свој дебитантски наступ у сениорској конкуренцији. На тај начин постао је други најмлађи играч који је за Барселону наступио на лигашкој утакмици.
У децембру 2019, Фати је продужио уговор са клубом до јуна 2022. године.

## Статистика

#### Клупска
| Клуб        | Сезона   | Лига               | Лига    | Лига   | Национални куп | Национални куп | Лига куп | Лига куп | Европа  | Европа | Остало  | Остало | Укупно  | Укупно |
| Клуб        | Сезона   | Дивизија           | Наступа | Голова | Наступа        | Голова         | Наступа  | Голова   | Наступа | Голова | Наступа | Голова | Наступа | Голова |
| ----------- | -------- | ------------------ | ------- | ------ | -------------- | -------------- | -------- | -------- | ------- | ------ | ------- | ------ | ------- | ------ |
| Барселона Б | 2018/19. | Трећа лига Шпаније | 0       | 0      | —              | —              | —        | —        | —       | —      | —       | —      | 0       | 0      |
| Барселона Б | 2019/20. | Трећа лига Шпаније | 0       | 0      | —              | —              | —        | —        | —       | —      | —       | —      | 0       | 0      |
| Барселона Б | Укупно   | Укупно             | 0       | 0      | —              | —              | —        | —        | —       | —      | —       | —      | 0       | 0      |
| Барселона   | 2019/20. | Прва лига Шпаније  | 13      | 4      | 3              | 0              | 0        | 0        | 3       | 1      | 1       | 0      | 20      | 5      |
| Каријера    | Каријера | Каријера           | 13      | 4      | 3              | 0              | 0        | 0        | 3       | 1      | 1       | 0      | 20      | 5      |

- Ажурирано 11. фебруара 2020. године.[4]

## Награде

### Барселона
- Ла Лига (2) : 2022/23, 2024/25.
- Куп Шпаније (2) : 2020/21, 2024/25.
- Суперкуп Шпаније (1) : 2022/23.

### Шпанија
- УЕФА Лига нација (1) : 2022/23.